# Virtual Language Observatory
Das Virtual Language Observatory (VLO) ist eine Metasuchmaschine für wissenschaftliche Sprachdaten.
Die Suchmaschine wird im Kontext des europäischen Forschungsinfrastrukturprojektes CLARIN entwickelt und betrieben. Sie weist derzeit über 1,6 Millionen Einträge nach (Stand: Januar 2018). Die Daten stammen aus den CLARIN-Datenzentren verschiedener Länder, aber auch aus weiteren online zugänglichen Quellen, sofern diese Lizenzen für die freie Nutzung sowie bestimmte Metadatenformate besitzen. Ziel ist es, bereits erhobene Daten/Quellen für weitere Forschung zur Verfügung zu stellen und miteinander kompatibel zu machen.

## Suchoptionen
Die Suchoberfläche ermöglicht sowohl eine freie Textsuche in den vorhandenen Metadaten, als auch eine Facettensuche. Über die Facetten lassen sich Ressourcen nach den folgenden Kriterien aussuchen, bzw. filtern: Sprache, Sammlung (wie z. B. Europeana Newspapers), Ressourcentyp (wie z. B. Chanson, Chronik, Comedy), Modalität (wie z. B. gesprochene Sprache, Zeichensprache, Gesten, Schrift), Datenformat (wie z. B. text, audio, xml), sowie Stichwort/Schlagwort und Nutzungsbeschränkungen.

## Verfügbarkeit
Die im VLO nachgewiesenen Daten besitzen bestimmte Lizenzen, die die Bedingungen für eine Nachnutzung regeln. Manche der Ressourcen sind frei zugänglich, andere für die akademische Nutzung freigegeben, für die sich Nutzer mit einer föderierten Identität ihrer Institutionen anmelden können. Einige Daten sind nur nach Einholung einer persönlichen Erlaubnis nutzbar.

## Technischer Hintergrund
Das Virtual Language Observatory nutzt die in CLARIN entwickelte Component Metadata Infrastructure (CMDI). Existierende Metadaten müssen dahingehend angepasst werden, damit Ressourcen im VLO nachgewiesen werden können.